# ミラディン・ステヴァノヴィッチ
ミラディン・ステヴァノヴィッチ（セルビア語: Миладин Стевановић, Miladin Stevanović、1996年2月11日 - ）は、セルビアとボスニア・ヘルツェゴビナのサッカー選手。ポジションはDF。

## クラブ歴
ボスニア・ヘルツェゴビナのビイェリナに生まれ、FKラドニク・ビイェリナの下部組織に在籍した。2008年にパルチザン・ベオグラードの下部組織に移り、2013年夏に3年のプロ契約を締結しトップチームに昇格、FKテレオプティクにミロスラヴ・ボゴサヴァツとともに期限付き移籍に出された。パルチザンでの初出場は2014年10月23日、UEFAヨーロッパリーグ 2014-15 グループリーグのベシクタシュJK戦となった。その3日後にセルビア・スーペルリーガでも初出場を記録した。2016年3月20日に初得点。
2016年にカイセリスポルに移籍するも出番は少なく1年ほどで退団した。
2018年初めにFKチュカリチュキに加入。2月17日に移籍後初出場。

## 代表歴
U-19代表としてUEFA U-19欧州選手権2014に参加した。U-20代表としては2015 FIFA U-20ワールドカップに参加、ハンガリーU-20代表戦ではスタニシャ・マンディッチに代わって出場、準決勝のアメリカ合衆国U-20代表戦では120分間フル出場し、セルビアの優勝に貢献した。この大会ではパルチザンからは彼の他にイヴァン・シャポニッチ、アンドリヤ・ジヴコヴィッチが参加していた。

## 家族
いとこのスヴェトザル・マルコヴィッチもサッカー選手。